# Perawat Sangpotirat
Perawat Sangpotirat (พีรวัส แสงโพธิรัตน์), nascido em 18 de outubro de 1995, mais conhecido como Krist (คริส), é um ator, modelo e cantor tailandês.  Ele ganhou fama inicialmente por seu papel como Arthit na série de 2016 SOTUS: The Series. Mais tarde, ele retornou no papel principal como Arthit em SOTUS S: The Series e em um episódio especial na série de 5 episódios Our Skyy. Atualmente, está no papel de Watee, em I'm Tee, Me Too.

## Infância e educação
Krist nasceu em 18 de outubro de 1995 em Bangkok, na Tailândia. Ele se formou na Escola Satriwitthaya e na Faculdade de Economia da Universidade Kasetsart. 

## Carreira
Perawat fez a sua estreia como ator principal, no ano de 2016, em SOTUS: The Series, onde ele interpretou seu papel como Arthit e ganhou fama na Tailândia e partes da Ásia. 
Em 2017 interpretou o papel principal de Mek ao lado de Ramida Jiranorraphat em Teenage Mom: The Series. No mesmo ano ele também apareceu em Senior Secret Love: Puppy Honey 2 em um papel de coadjuvante. 
Em 2018 retratou o papel principal de Arthit na sequência de SOTUS: The Series, SOTUS S: The Series. Após o final da série, ele lançou seu primeiro single "The door, weather and a good day". No final do ano de 2018, ele interpretou o personagem principal "Mint" na série "Mint To Be" ao lado de Mook Worranit. O programa foi exibido simultaneamente na China, onde se tornou um dos mais bem-sucedidos dramas tailandeses transmitidos no exterior.    

## Filmografia

### Filmes
| Ano | Título    | Papel |
| --- | --------- | ----- |
| -   | My Rhythm | Koh   |

## Séries de Televisão
| Ano  | Título                            | Papel     | Rede              |
| ---- | --------------------------------- | --------- | ----------------- |
| 2008 | Wa Wun Run Lek                    | New       | Thai PBS          |
| 2009 | Joi! You're The Real Deal         | Wuti      | DMC TV            |
| 2016 | SOTUS: The Series                 | Arthit    | LINE TV, ONE 31   |
| 2016 | Little Big Dream                  | Convidado | ONE 31, GMM 25    |
| 2017 | Senior Secret Love: Puppy Honey 2 | Night     | ONE 31            |
| 2017 | Teen Mom The Series               | Mek       | LINE TV, ONE 31   |
| 2017 | SOTUS S: The Series               | Arthit    | LINE TV, ONE 31   |
| 2018 | My Baby Bright                    | Tod       | Facebook, YouTube |
| 2018 | Mint To Be                        | Mint      | GMM25             |
| 2018 | Happy Birthday                    | Convidado | GMM25             |
| 2018 | Our Skyy: Arthit-Kongpob          | Arthit    | LINE TV           |
| 2019 | Love Beyond Frontier              | Wang      | GMM 25            |
| 2019 | One Night Steal                   | Not       | GMM ONE           |
| 2020 | WHO ARE YOU                       | Natee     | GMM 25            |
| 2020 | New Generation                    | Tim       | YouTube           |
| 2020 | I'm Tee, Me Too                   | Watee     | GMM 25, AIS Play  |
|      | Military of Love                  | Ice       | GMM 25            |

## Discografia
Músicas
| Year | Título Original                                     | Título Internacional           | Empresa    |
| ---- | --------------------------------------------------- | ------------------------------ | ---------- |
| 2018 | ประตู อากาศ และวันดีดี /Pra Too Ar Kard Lae Wan Dee Dee | The Door, Weather & A Good Day | GMM Grammy |